# Zwaveldominomot
De zwaveldominomot (Oegoconia caradjai) is een vlinder uit de familie dominomotten (Autostichidae). De wetenschappelijke naam is voor het eerst geldig gepubliceerd in 1965 door Popescu-Gorj & Capuse.
Het diertje heeft een spanwijdte van 13 tot 16 millimeter. De soort vliegt in juni en juli.
Deze vlinder komt voor in Europa.